# The Public Enemy
The Public Enemy (bra: Inimigo Público) é um filme norte-americano de 1931, do gênero policial dirigido por William A. Wellman, e estrelado pelos atores James Cagney e Jean Harlow. O filme foi indicado ao prêmio Oscar de melhor roteiro original.

## Sinopse
O filme conta a história de Tom, que desde criança já mostra ter tudo para ser um criminoso. Quando adulto ele começa progredir na carreira do crime, de crimes pequenos até piores.

## Elenco
- James Cagney ...  Tom Powers
- Jean Harlow ...  Gwen Allen
- Edward Woods ...  Matt Doyle
- Joan Blondell ...  Mamie
- Donald Cook ...  Mike Powers